# Chaetolepis anisandra
Chaetolepis anisandra är en tvåhjärtbladig växtart som beskrevs av Charles Victor Naudin. Chaetolepis anisandra ingår i släktet Chaetolepis och familjen Melastomataceae.
Artens utbredningsområde är Guyana. Inga underarter finns listade i Catalogue of Life.